# 二氧代琥珀酸
二氧代琥珀酸，又称二氧代丁二酸，是一种有机化合物，分子式为C4H2O6，结构简式为HO−(C=O)4−OH。
从分子移除两个质子，可以获得二氧代琥珀酸根阴离子（C
4O2−
6或−O−(C=O)4−O−）。它是碳氧阴离子，也就是说，它只由碳和氧组成。含有这个阴离子的盐称为二羰基琥珀酸盐，而含有[−O−(C=O)4−O−]部分的酯称作二羰基琥珀酸酯。
从分子移除一个质子，可以获得二氧代琥珀酸氢根单价阴离子（C
4HO−
6或HO−(C=O)4−O−）。

## 出現
二氧代琥珀酸是葡萄酒中出现的其中一种酸。二羟基延胡索酸将酒石酸氧化，可以生成这种酸。

## 反应
这种酸可以与两个水分子结合，生成二羟基酒石酸，是酮的水合物形式，化学式为C4H6O8或HO−(C=O)−(C(OH)2)2−(C=O)−OH。
二羟基酒石酸在某些反应中与二氧代琥珀酸行为相似。比如，它在氯化氢的存在下会与乙醇反应，生成可以分离出来的二氧代琥珀酸二乙酯。:p.187